# Irana Rusta

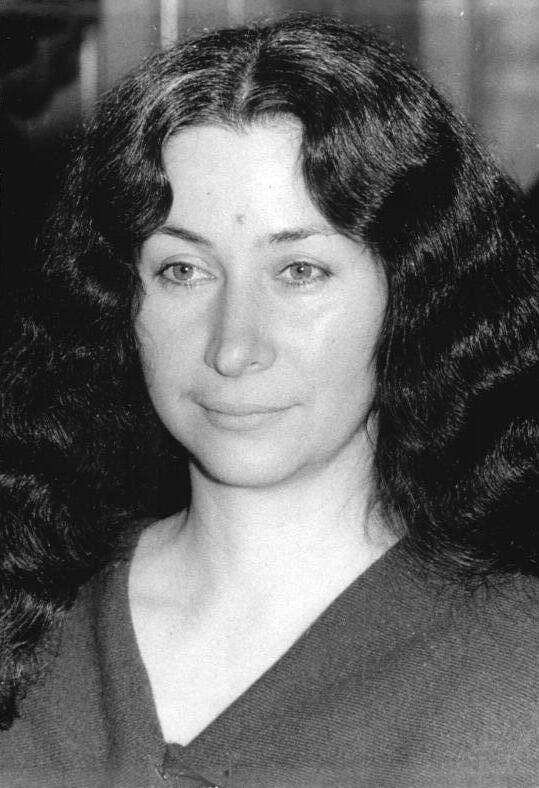
Irana Rusta (Foto: 1990)

Irana Rusta (* 23. Juli 1954 in Moskau) ist eine deutsche Politikerin (SPD).
Irana Rusta machte ihr Abitur in Ost-Berlin und studierte anschließend an der Humboldt-Universität Germanistik und Slawistik. Von 1975 bis 1980 arbeitete sie bei der Akademie der Wissenschaften der DDR. 1980 promovierte sie als Dr. phil. Von 1980 bis 1990 arbeitete sie freiberuflich als Lektorin und Übersetzerin.
Im Zuge der Wende in der DDR 1989 trat Rusta der Sozialdemokratischen Partei (SDP) bei. Bei der ersten freien Ost-Berliner Wahl 1990 wurde sie in die Berliner Stadtverordnetenversammlung gewählt. Am 30. Mai 1990 wurde der Magistrat Schwierzina gebildet, und Rusta wurde Stadträtin für Kultur, bis der neue – gesamt-Berliner – Senat Diepgen III im Januar 1991 gebildet wurde. Von 1991 bis 2001 war sie Mitglied des Abgeordnetenhauses von Berlin.